# Mood Swings (Pop Smoke)
Mood Swings è un singolo del rapper statunitense Pop Smoke, pubblicato il 21 agosto 2020 come terzo estratto dal primo album in studio Shoot for the Stars, Aim for the Moon.

## Descrizione
Tredicesima traccia del disco, Mood Swings, che vede la partecipazione del rapper statunitense Lil Tjay, è una canzone R&B.

## Video musicale
Il video musicale, diretto da Oliver Cannon, è stato reso disponibile il 20 agosto 2020.

## Formazione
Musicisti
- Pop Smoke – voce
- Lil Tjay – voce aggiuntiva
- Deandre Jackson – programmazione
- Omar Gomez – programmazione

Produzione
- Beat Menace – produzione
- Dizzy Banko – produzione
- Corey "Cutz" Nutile – ingegneria del suono
- Jess Jackson – missaggio, ingegneria del suono
- Rose Adams – assistenza al missaggio
- Sage Skofield – assistenza al missaggio, ingegneria del suono
- Sean Solymar – assistenza al missaggio

## Remix
Una versione remix realizzata con la partecipazione della cantante statunitense Summer Walker è stata pubblicata il 18 settembre 2020 sulle etichette Victor Victor Worldwide e Republic Records.

### Tracce
1. Mood Swings (feat. Lil Tjay & Summer Walker) (Remix) – 4:15

## Classifiche

### Classifiche settimanali
| Classifica (2020) | Posizione massima |
| ----------------- | ----------------- |
| Australia         | 5                 |
| Austria           | 29                |
| Belgio (Fiandre)  | 48                |
| Canada            | 14                |
| Danimarca         | 7                 |
| Francia           | 105               |
| Germania          | 30                |
| Grecia            | 10                |
| Irlanda           | 9                 |
| Islanda           | 12                |
| Italia            | 97                |
| Lituania          | 45                |
| Norvegia          | 14                |
| Nuova Zelanda     | 4                 |
| Paesi Bassi       | 22                |
| Portogallo        | 1                 |
| Regno Unito       | 5                 |
| Stati Uniti       | 17                |
| Svezia            | 11                |
| Svizzera          | 11                |

### Classifiche di fine anno
| Classifica (2020) | Posizione |
| ----------------- | --------- |
| Canada            | 67        |
| Danimarca         | 80        |
| Islanda           | 63        |
| Portogallo        | 36        |
| Regno Unito       | 54        |
| Stati Uniti       | 81        |
| Svizzera          | 72        |
| Classifica (2021) | Posizione |
| Portogallo        | 96        |